# Nissan R382

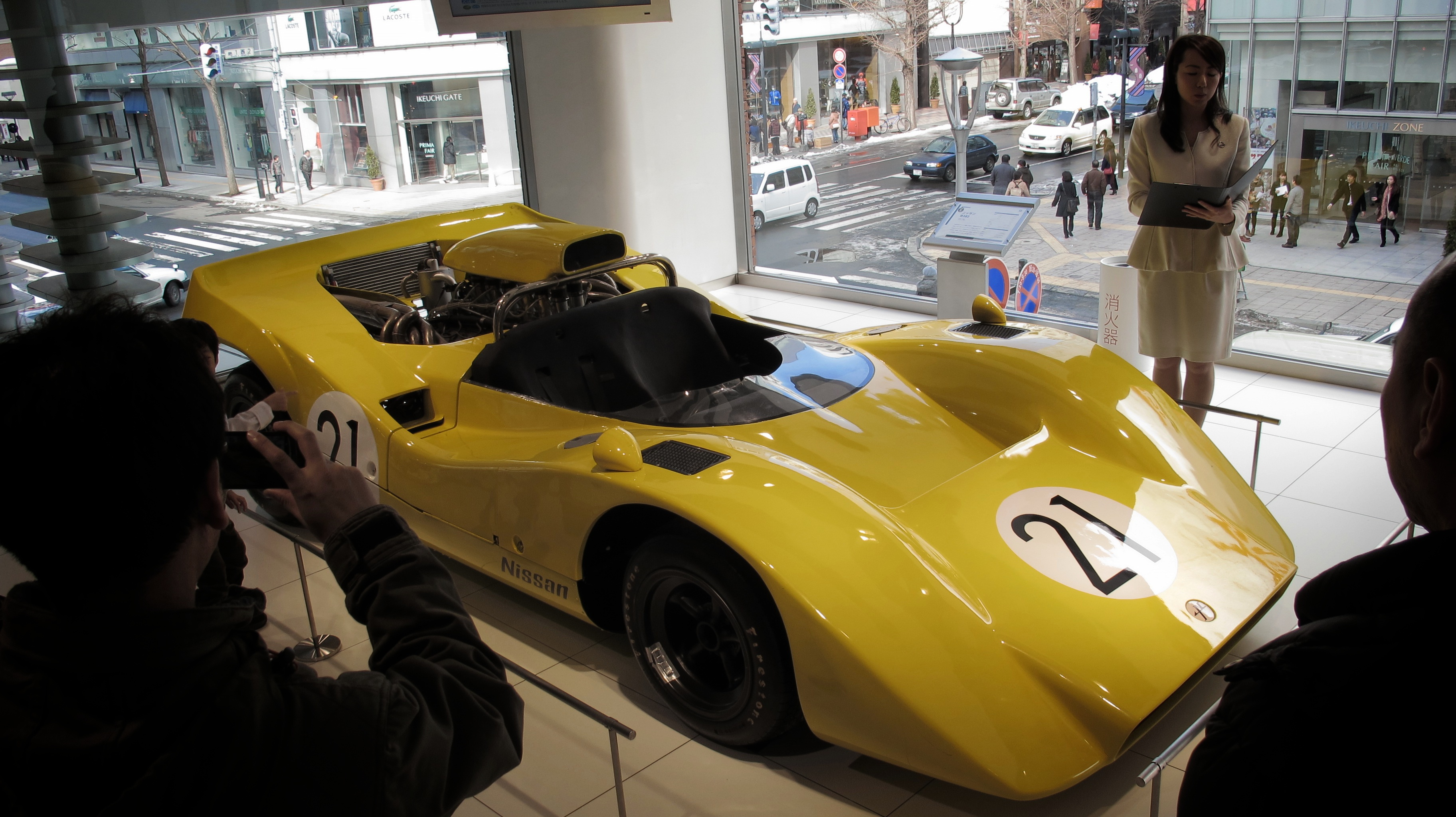
Nissan R382

Der Nissan R382 war ein Rennsportwagen, der 1969 von Nissan für den Großen Preis von Japan gebaut wurde. Als Gruppe-7-Formelfahrzeug hatte er Nissans ersten V12-Motor. Er ersetzte den Nissan R381 des Vorjahres.

## Entwicklung
Der R381 hatte sich als aerodynamisch und zuverlässig erwiesen, es war aber nicht möglich, den neuen V12-Motor mit 5.948 cm³ Hubraum und 600 PS (441 kW) Leistung einzubauen, den Prince für Nissan entwickelt hatte. Nachdem der V12 bald nach dem Gewinn des Großen Preises von Japan durch den R381 fertig war, konstruierte Nissan ein völlig neues Auto zur Aufnahme dieses Motors, das man GRX-3 nannte.
Die Karosserie des neuen R382 mit offenem Cockpit war von Grund auf neu und hatte nichts mit dem R381 gemein. Eine breite, rechteckige Fahrzeugfront ersetzte die rundliche des R381 und die verstellbaren Heckflügel, die von der FIA verboten worden waren, wurden eliminiert. Stattdessen integrierte man einen festen Flügel in das Heck des Wagens, der die hinteren Kotflügel bildete. Die Luft strömte nicht frei zwischen Heckflügel und Karosserie durch, sondern traf einen in diese Öffnung eingebauten Wärmetauscher, der den neuen V12 besser kühlte. Auch wurde ein großer Einsaugstutzen auf dem Motor installiert, der diesen mit Luft versorgte.

## Renngeschichte
Im Großen Preis von Japan 1969 sah sich Nissan größerer Konkurrenz gegenüber als jemals zuvor. Porsche tauchte mit seinem neuen 917K, besetzt mit den Fahrern Jo Siffert und David Piper, auf. Auch andere Porsche waren Teil des Feldes. Toyota hatte seinen Seven entwickelt und Isuzu meldete erstmals seinen R7.
Nissan meldete drei R382 und errang nach 320 Meilen (513 km) die ersten beiden Positionen. Motoharu Kurosawa und der Sieger des 1966er-Rennens, Yoshikazu Sunaku, waren die Fahrer des Siegerwagens, der eine Runde vor dem drittplatzierten Toyota Seven durchs Ziel fuhr.
2004 restaurierte Nismo einen R382 für Ausstellung in ganz Japan. Der Wagen wurde üblicherweise zusammen mit anderen Fahrzeugen der R380-Serie gezeigt.